# 国分胤通
国分 胤通（こくぶ たねみち、生没年不詳）は、平安時代末期から鎌倉時代初期にかけての武士。千葉常胤の5男。母は秩父重弘の娘。通称・五郎左衛門尉。胤道と記す文献もある。下総国分氏の祖。

## 経歴
下総国葛飾郡国分郷（現在の千葉県市川市国分）に居住していたことから、「国分」を称したが、後に香取郡矢作郷（香取市本矢作）に拠点を移している。源頼朝が挙兵すると、父や兄たちとともにこれに従う。頼朝の嫡男頼家の七夜の儀において弓煥を持した。源範頼の平家追討軍に父とともに参加、続いて奥州合戦や畠山重忠の乱鎮圧にも参加している。また、頼朝が上洛して奈良にある東大寺大仏殿の落慶法要に参加した際には、これに供奉している。父から矢作郷に近い大戸荘などを譲られ、源実朝までの3代の将軍に仕えたとされている。